# Alfonso Cabeza Borque
Alfonso Cabeza Borque (Bubierca, 9 de novembre de 1939) va ser president de l'Atlètic de Madrid entre els anys 1980 i 1982.

## Biografia
Alfonso Cabeza Borque va néixer a Bubierca (Saragossa) el 9 de novembre de 1939. Després de doctorar-se en Medicina, va exercir com forense i va ser director dels hospitals de La Paz (1975-1980) i 12 d'octubre, tots dos de Madrid.
El 24 de juliol de 1980 va ser escollit President del Club Atlètic de Madrid, en vèncer a les eleccions convocades després de la dimissió, presentada un mes abans, de Vicente Calderón Pérez-Cavada, que havia dirigit el club des de 1964. Cabeza va ser l'únic candidat que va reunir les signatures que se li exigien per fer ferma la seva candidatura.
La seva va ser una presidència marcada per la polèmica, en la qual va arribar fins i tot a ser sancionat un mes per les seves declaracions a la premsa sobre la Federació i els arbitratges en març de 1981 i durant setze mesos pel Comitè de Competició de la Reial Federació Espanyola de Futbol en març de 1982, el que poc després desembocaria en la seva dimissió com a President.
Es va tractar d'un personatge molt mediàtic, que va publicar un llibre sobre la seva gestió ("Yo, Cabeza", 1981) i va tenir un programa de ràdio de matinada en la Cadena SER, a més d'aparèixer com a col·laborador en diversos programes de televisió.
En la seva primera temporada, 1980-1981, l'Atlètic de Madrid va estar entrenat per José Luis García Traid, al que va fitxar procedent del Salamanca. L'equip va quedar classificat en tercera posició, millorant notablement el dècim segon lloc de l'any anterior, i a només tres punts del campió de lliga, la Reial Societat. Encara que es va classificar per la Copa de la UEFA, la satisfacció no va ser total, ja que fins a unes jornades del final l'equip es mantenia com a líder, amb un còmode matalàs de punts que va dilapidar al final, amb polèmics arbitratges que es van atribuir a les contínues crítiques del Doctor Cabeza
Per a la seva segona temporada (1981/1982), va fitxar al davanter mexicà Hugo Sánchez i va col·locar a Luis Cid "Carriega" com a entrenador, al que substituiria en la jornada 12 novament per José Luis García Traid. El Boavista portuguès va eliminar l'Atleti de la UEFA i en Lliga, va quedar classificat en vuitena posició amb 34 punts, no optant a competicions europees per a l'any següent.
Després d'abandonar la direcció del club va continuar amb la pràctica de la medicina privada. També va intentar fer carrera política presentant-se com a candidat a l'alcaldia d'Alcobendas del Partido de los Independientes de España (PIE), una escissió del PP, a les eleccions municipals espanyoles de 1995, però no fou escollit. Després va aparèixer com a tertulià a diversos programes de televisió com Crónicas Marcianas o La Noria.
En febrer de 2013 fou cridat a declarar davant el jutge Adolfo Carretero en el cas dels nens robats en qualitat de director de l'Hospital Universitari La Paz en l'època en què es produïren els fets. Alfonso Cabeza va negar tenir ccap coneixement dels fets, tot i que va reconèixer algunes irregularitats en els tràmits d'adopció de nens.